# António Roquete
António Fernandes Roquete (Salvaterra de Magos, 8 de agosto de 1906 - Lisboa, 18 de dezembro de 1995 (89 anos)) foi um futebolista português.

## Biografia
Roquete nasceu a 8 de Agosto de 1906, em Salvaterra de Magos.
Aluno da Casa Pia de Lisboa, jogou como guarda-redes no Casa Pia Atlético Clube. Representou a selecção nacional por 16 vezes, entre 1926 e 1933, estando presente nos Jogos Olímpicos de 1928. Integrou as selecções do Sul, de Lisboa e militar. Foi reconhecido pela crítica como o melhor guarda-redes português do seu tempo. Ídolo do Casa Pia, alinhou fora de Lisboa pelos clubes Sport Lisboa e Elvas e Sport Clube Valenciano. Praticou também natação, tendo sido campeão nacional na categoria de 200 metros bruços.
Casou em 1934 com Ana Maria Bacelar, de Valença do Minho, tendo passado a morar na Quinta da Laje, propriedade da mulher.
Ingressou na Polícia de Vigilância e Defesa do Estado, mais tarde PIDE.  Nesta Polícia foi um severo agente que muito contribuiu para apanhar foragidos a nado no rio Minho e prender muitos portugueses. Atingiu a categoria de subinspector e participou na criação da delegação da polícia política na então colónia de Moçambique. Mais tarde tornou-se empresário no comércio do caju, através da empresa Caju Industrial de Moçambique, controlada pelo Banco Nacional Ultramarino.
Após regressar a Portugal, Roquete viveu em casa do seu filho, Fernando António Bacelar roquete , na Reboleira, Amadora.
António Roquete faleceu de broncopneumonia no Hospital Egas Moniz, a 18 de Dezembro de 1995, tendo sido enterrado em Salvaterra de Magos.
António Roquete fez 16 jogos pela seleção (Portuguesa).
Jogos na Olimpíadas, de 1928 em Amesterdão:
- (27 de Maio) Chile 2-4 Portugal
- (29 de Maio) Jugoslávia 1-2 Portugal
- (4 de Junho) Egipto 2-1 Portugal